# LifeStraw
LifeStraw er et vandfilter, der benyttes til at filtrere potentielt forurenet vand, således at vandet kan drikkes af mennesker. Filteret er opbygget som et sugerør og benyttes af den person, der skal drikke vandet. Det kan filtrere optil 1.000 liter vand, hvilket er tilstrækkeligt til én persons årlige forbrug. Det fjerner 99,9999 % af bakterierne i vand og 99,9 % af parasitterne. LifeStraw findes tillige i en større variant 'LifeStraw Family', der er udviklet til brug i familier, og som yderligere filtrerer 99,99 % of vira.
LifeStraw er udviklet af den danske ingeniør Torben Vestergaard Frandsen med henblik på brug i udviklingslandene og i forbindelse med katastrofer. LifeStraw og LifeStraw Family blev uddelt i forbindelse med Jordskælvet i Haiti 2010, Oversvømmelsen i Pakistan 2010 og Oversvømmelsen i Asien 2011.

## Konstruktion
LifeStraw er et plastikrør, der er 310 millimeter langt og 30 millimeter i diameter, Vand der suges op gennem røret passerer gennem hule fibre, der filtrerer partikler ned til 0.2 micrometre i diameter alene ved mekanisk filtrering og uden brug af kemikalier.

## Eksterne links
- LifeStraw Website
- Producentens website

| Maskiner | Spire Denne artikel om maskiner, maskindele og apparater er en spire som bør udbygges. Du er velkommen til at hjælpe Wikipedia ved at udvide den. |